# Morris Jesup Gletscher
Morris Jesup Gletscher är en glaciär i Grönland (Kungariket Danmark).   Den ligger i kommunen Qaasuitsup, i den nordvästra delen av Grönland, 1 700 km nordväst om huvudstaden Nuuk. Morris Jesup Gletscher ligger 423 meter över havet.
Terrängen runt Morris Jesup Gletscher är lite bergig.  Trakten runt Morris Jesup Gletscher är nära nog obefolkad, med mindre än två invånare per kvadratkilometer. Det finns inga samhällen i närheten. Trakten runt Morris Jesup Gletscher är permanent täckt av is och snö.